# Amolops iriodes
Espèce
Synonymes
- Rana iriodes Bain & Nguyen, 2004

Statut de conservation UICN

 DD  : Données insuffisantes
Amolops iriodes est une espèce d'amphibiens de la famille des Ranidae.

## Répartition
Cette espèce est endémique de la province de Hà Giang dans le Nord du Viêt Nam. Sa présence est incertaine au Yunnan en République populaire de Chine.

## Description
L'holotype de Amolops iriodes, un mâle adulte, mesure 39,4 mm. Cette espèce a la face dorsale vert clair iridescent tacheté de noir et la face ventrale blanc doré.

## Étymologie
Son nom d'espèce, du latin iriodes, « iridescent », lui a été donné en référence à sa livrée.

## Publication originale
- Bain & Nguyen, 2004 : Herpetofauna diversity of Ha Giang Province in northeastern Vietnam, with descriptions of two new species. American Museum Novitates, no 3453, p. 1-42 (texte intégral).